# Ministerio de Fomento (Colombia, 1880)
El Ministerio de Fomento, llamado Secretaría de Fomento y Obras Públicas hasta 1886, fue un antiguo ministerio colombiano, fundado en 1880 y disuelto oficialmente en 1905, cuando fue reemplazado por el Ministerio de Obras Públicas. 

## Historia
Los antecedentes del Ministerio se encuentran en 1863, cuando, terminada la Guerra de las Soberanías, la Convención de Rionegro expidió la ley 23 del 11 de mayo de 1863, mediante la cual se reorganizaron las Secretarías de Estado en 4: Interior y Relaciones Exteriores, Guerra y Marina, Hacienda y Fomento y Tesoro y Crédito Nacional. La Secretaría de Hacienda y Fomento fue organizada en tres secciones: La primera compuesta por los departamentos de Comercio, Obras Públicas, Fomento e Instrucción Superior, la segunda compuesta por el de Hacienda y el Tercero por el Contabilidad.
La ley 10 del 25 de marzo de 1880, emitida por el presidente Julián Trujillo, reorganizó las Secretarías en 6, separando a la de Hacienda y Fomento en la de Hacienda y la de Fomento y Obras Públicas. La Secretaría de Fomento fue conformada por los departamentos gubernamentales de Fomento, Obras Públicas, Estadística, Agricultura y Correos y Telégrafos. Cabe señalar que este último departamento fue atribuido a esta por orden del decreto 206 del 14 de abril de 1880, pero por el decreto 437 del 15 de julio de 1886 fue trasladado a la Secretaría de Gobierno. Sin embargo, gracias al decreto 93 de 1887 retornó este departamento al ahora Ministerio de Fomento. Fue elevado a la Categoría de Ministerio con el nombre de Ministerio de Fomento en 1886 con la promulgación de la Constitución de 1886.
El Ministerio fue virtualmente suprimido en 1894, pero siguió existiendo de facto como Secretaría Mayor.
El 15 de enero de 1905, el gobierno de Rafael Reyes Prieto expidió el decreto legislativo número 7, que fue presentado a la Asamblea Nacional Constituyente para convertir el Ministerio de Fomento en el Ministerio de Obras Públicas. Sin embargo, mediante el decreto 309 del 29 de marzo de 1905 unificó en un solo Ministerio, que llevó el nombre de Ministerio de Hacienda y Fomento, al Ministerio del Tesoro, Ministerio de Hacienda y el Ministerio de Fomento. Antes de que se pudiera hacer efectiva el decreto, la  Asamblea Constituyente emitió la ley 44 del 29 de abril, una orden legislativa para restablecer el Ministerio de Fomento bajo el nombre de Ministerio de Obras Públicas y para unificar en un solo ministerio al Ministerio de Hacienda y el Ministerio del Tesoro. La disposición fue oficializada por Reyes el mismo día.

## Funciones
Sus funciones comprendían "la construcción y conservación de los edificios nacionales; la formación de la carta geográfica de  Colombia y los estudios geográficos, topográficos, geolójicos y minerológicos [sic] del territorio; la construcción y fomento de nuevas vías férreas, y la administración y conservación de los ferrocarriles de Panamá y Bolívar; lo correspondiente a los ferrocarriles de Antioquia y el Cauca; la apertura, composición y conservación de los caminos a cargo de la República; la limpieza y canalización del Río Magdalena, y la mejora de la navegación interior de los ríos que bañan más de un Estado;  lo concerniente a minas, inmigración de extranjeros, patentes de invención y de privilegio para el fomento de la industria y garantía de las producciones literarias u otras, y al personal y material de la Secretaría de Fomento".

## Listado de Ministros

### Ministros de Fomento (1886-1894)
La siguiente es la lista de personas que ocuparon la cartera de Fomento:
| N.° | Ministro                  | Inicio                  | Final                    | Presidente                | Ref.  |
| --- | ------------------------- | ----------------------- | ------------------------ | ------------------------- | ----- |
| 8°  | Manuel de Brigard         | 17 de abril de 1894     | 25 de septiembre de 1894 | Miguel Antonio Caro Tobar | [ 1 ] |
| 7°  | José Manuel Goenaga Gómez | 18 de agosto de 1892    | 16 de abril de 1894      | Miguel Antonio Caro Tobar | [ 1 ] |
| 6°  | Carlos Uribe Michelsen    | 9 de marzo de 1891      | 18 de agosto de 1892     | Carlos Holguín Mallarino  | [ 1 ] |
| 5°  | Marcelino Arango Palacio  | 11 de noviembre de 1890 | 9 de marzo de 1891       | Carlos Holguín Mallarino  | [ 1 ] |
| 4°  | Leonardo Canal González   | 1 de diciembre de 1888  | 11 de noviembre de 1890  | Carlos Holguín Mallarino  | [ 1 ] |
| 3°  | Rafael Reyes              | 7 de agosto de 1888     | 1 de diciembre de 1888   | Carlos Holguín Mallarino  | [ 1 ] |
| 2°  | Jesús Casas Rojas         | 15 de enero de 1887     | 7 de agosto de 1888      | Rafael Núñez Moledo       | [ 1 ] |
| 1°  | Felipe F. Paúl            | 7 de agosto de 1886     | 15 de enero de 1887      | Rafael Núñez Moledo       | [ 1 ] |

### Secretarios de Fomento y Obras Públicas (1880-1886)
La siguiente es la lista de Secretarios de Fomento y Obras Públicas: 
| N.° | Ministro                 | Inicio                 | Final                  | Presidente                    | Ref.  |
| --- | ------------------------ | ---------------------- | ---------------------- | ----------------------------- | ----- |
| 10° | Rafael Reyes             | 16 de febrero de 1886  | 7 de agosto de 1886    | Rafael Núñez Moledo           | [ 1 ] |
| 9°  | Julio E. Pérez           | 2 de enero de 1885     | 16 de febrero de 1886  | Rafael Núñez Moledo           | [ 1 ] |
| 8°  | Napoleón Borrero         | 12 de agosto de 1884   | 2 de enero de 1885     | Rafael Núñez Moledo           | [ 1 ] |
| 7°  | José Joaquín Vargas      | 10 de mayo de 1884     | 12 de agosto de 1884   | Rafael Núñez Moledo           | [ 1 ] |
| 6°  | Eustorgio Salgar Moreno  | 9 de abril de 1884     | 10 de mayo de 1884     | Rafael Núñez Moledo           | [ 1 ] |
| 5°  | Buenaventura Reinales    | 4 de diciembre de 1883 | 9 de abril de 1883     | José Eusebio Otálora Martínez | [ 1 ] |
| -   | Alejandro Posada (e)     | 1883                   | 4 de diciembre de 1883 | José Eusebio Otálora Martínez | [ 1 ] |
| 4°  | Manuel Laza Grau         | 9 de marzo de 1883     | 1883                   | José Eusebio Otálora Martínez | [ 1 ] |
| 3°  | Felipe F. Paúl           | 1 de abril de 1882     | 9 de marzo de 1883     | Francisco Javier Zaldúa       | [ 1 ] |
| 2°  | Narciso González Lineros | 7 de agosto de 1881    | 1 de abril de 1882     | Rafael Núñez Moledo           | [ 1 ] |
| 1°  | Gregorio Obregón         | 12 de febrero de 1881  | 7 de agosto de 1881    | Rafael Núñez Moledo           | [ 1 ] |
| -   | Hermógenes Wilson (e)    | 1880                   | 12 de febrero de 1881  | Rafael Núñez Moledo           | [ 1 ] |